# Zr.Ms. Gouwe (1997)
De Gouwe (A878) is een kustsleepboot van de Lingeklasse bij de Nederlandse marine. De kiellegging en bouw van het casco hadden plaats op de Scheepswerf Made BV in Made (Noord-Brabant), de afbouw bij Delta Shipyard in Sliedrecht.
De Gouwe is, net als de vier zusterschepen uit de Lingeklasse, vernoemd naar een vijfletterige Nederlandse rivier eindigend op een ‘e’. In haar geval dus naar de gekanaliseerde rivier de Gouwe in Zuid-Holland.
De sleepboot wordt gebruikt om grotere schepen van de marine binnen te brengen en voor andere sleepklussen in Den Helder.